# التونا (ایندیانا)
التونا، ایندیانا (به انگلیسی: Altona, Indiana) یک منطقهٔ مسکونی در ایالات متحده آمریکا است که در ایندیانا واقع شده‌است.

## خصوصیات
التونا ۰٫۵۷ کیلومترمربع مساحت و ۱۹۷ نفر جمعیت دارد و ۲۷۴ متر بالاتر از سطح دریا واقع شده‌است.